# Ардабур (консул 427 г.)
Вижте пояснителната страница за други личности с името Ардабур.
Флавий Ардабур (на латински: Flavius Ardaburius; на гръцки: Φλάβιος Αρδαβούριος) е военачалник (magister militum) на Източната Римска империя през 5 век.

## Биография
Той е от гото-алански произход и арианин. Баща е на Аспар (консул 434 г.). Дядо е на Ардабур (консул 447 г.), на Ерменерик (консул 465 г.) и на Флавий Патриций (консул 459 г.).
През 420 г. Ардабур е magister militum при император Теодосий II. Участва в Римско-сасанидската война (421 – 422) в Месопотамия и побеждава военачалник Nisibis.
През 424 г. той е изпратен със сина му Аспар в Равена, Италия, с флота от Солин и инфантерия. Разбива през 425 г. западния узурпатор Йоан.
През 427 г. той е консул заедно с Хиерий.